# Turritriton tabulatus exaratus
Turritriton tabulatus exaratus es una subespecie de molusco gasterópodo de la familia Ranellidae.

## Distribución geográfica

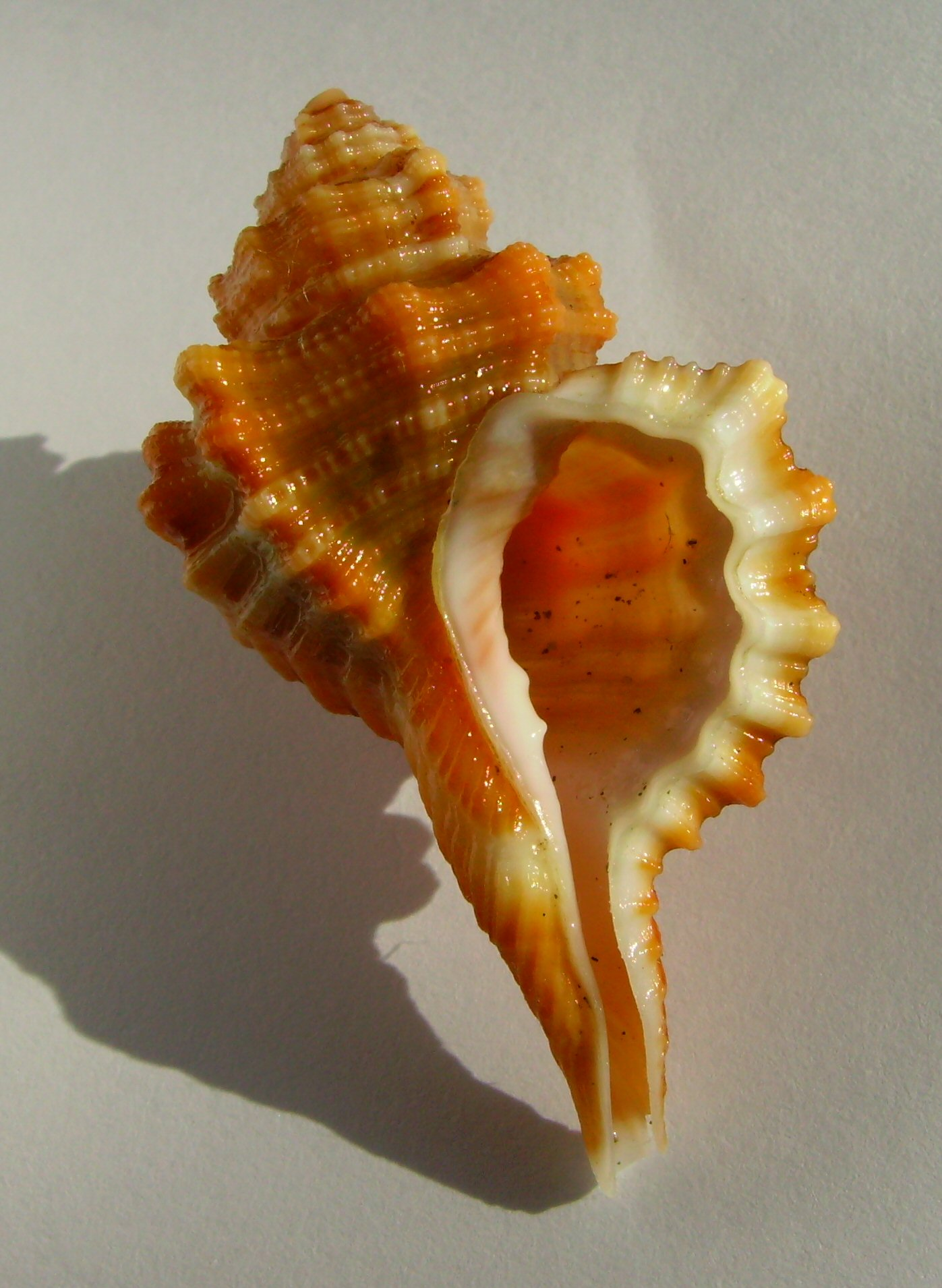
Turritriton tabulatus exaratus apertural view

Se encuentra  en Nueva Zelanda.